# Carme Balagué
María del Carmen Balagué Planes (Barcelona, Catalunya, 17 de juliol de 1952, també coneguda com a Carme Balaguer i Carme Balagué) és una actriu catalana. És coneguda principalment pels seus papers televisius a Majoria absoluta i Aquí no hay quien viva.
Carme Balagué ha intervingut en títols dirigits per cineastes espanyols com Pedro Almodóvar, Manuel Gómez Pereira, Mariano Barroso, Dunia Ayaso i Félix Saborós, Chus Gutiérrez, Eva Lesmes, Manuel Iborra o el seu marit Joaquín Oristrell, amb el qual té dos fills en comú. També ha participat en muntatges teatrals i sèries de televisió, destacant els seus papers en Benvolgut mestre i Aquí no hay quien viva.

## Filmografia

### Cinema
| Any  | Títol                                     | Personatge              | Notes                  |
| ---- | ----------------------------------------- | ----------------------- | ---------------------- |
| 1987 | Calé                                      | Elena                   | Debuta en el cinema    |
| 1990 | Contra el viento                          | Dolores                 |                        |
| 1992 | Salsa rosa                                | Directora de l'hospital |                        |
| 1992 | Yo me bajo en la próxima, ¿y usted?       | Cameo                   |                        |
| 1994 | Mi hermano del alma                       | Netejadora              |                        |
| 1994 | Todos los hombres sois iguales            | Pilar                   |                        |
| 1995 | Boca a boca                               | Portera                 |                        |
| 1996 | Alma gitana                               | Cameo                   |                        |
| 1996 | África                                    | Cameo                   |                        |
| 1996 | Pon un hombre en tu vida                  | Infermera de l'UCI      |                        |
| 1996 | El amor perjudica seriamente la salud     | Passatgera              |                        |
| 1997 | Retrato de mujer con hombre al fondo      | Clienta                 |                        |
| 1997 | Completo confort                          | Clienta                 |                        |
| 1997 | Perdona bonita, pero Lucas me quería a mí | Cameo                   |                        |
| 1997 | ¿De qué se ríen las mujeres?              | Cameo                   |                        |
| 1998 | Nada en la nevera                         | Dona del marit infidel  |                        |
| 1998 | El grito en el cielo                      | Merche                  |                        |
| 1999 | Entre las piernas                         | Begoña                  |                        |
| 1999 | Todo sobre mi madre                       | Cameo                   |                        |
| 1999 | Pepe Guindo                               | Mare                    | Veu                    |
| 2000 | Nosotras                                  | Neli                    | Principal Protagonista |
| 2000 | Km. 0                                     | Noia del Km. 0          |                        |
| 2001 | Sin vergüenza                             | Nacha                   |                        |
| 2001 | Sagitario                                 | Marta                   |                        |
| 2001 | Salvajes                                  | Sonsoles                |                        |
| 2002 | Majoria absoluta                          | El gat                  | Veu                    |
| 2004 | Cosas que hacen que la vida valga la pena | Farmacèutica            |                        |
| 2004 | Mobbing                                   | Ana                     |                        |
| 2006 | Va ser que nadie es perfecto              | Caixera                 |                        |
| 2008 | Dieta mediterrània                        | Mare                    |                        |
| 2015 | Solo Hablar                               |                         |                        |

### Televisió
| Any       | Títol                           | Personatge                | Notes       |
| --------- | ------------------------------- | ------------------------- | ----------- |
| 1985      | Platos rotos                    | Angus                     | Un capítol  |
| 1990      | Eva y Adán, agencia matrimonial | Enfermera                 | Un capítol  |
| 1991      | Las chicas de hoy en día        | Cartera                   | 12 episodis |
| 1992      | Hasta luego cocodrilo           | Laura                     | 5 episodis  |
| 1992      | Quico                           | Un capítol                |             |
| 1994-1996 | Canguros                        | Amparo                    |             |
| 1995      | Pepa y Pepe                     | Raquel                    | 18 episodis |
| 1997-1998 | Querido maestro                 | Ángeles Fuentes           | 39 episodis |
| 2002-2004 | Majoria absoluta                | Marta                     | 67 episodis |
| 2004-2006 | Aquí no hay quien viva          | Nieves Cuesta "La chunga" | 30 episodis |
| 2007      | La via Augusta                  | Lívia                     | Un capítol  |
| 2008-2009 | 13 anys i un dia                | Margot                    | 24 episodis |
| 2009      | 50 años de                      | Ester Morán               | Un capítol  |
| 2010-2011 | la Riera                        | Mariona Riera Sarsa       | 17 episodis |
| 2012      | Hospital Central                | Sandra                    | Un capítol  |
| 2014-2016 | La que se avecina               | Marisa                    | Un capítol  |
| 2014      | Aída                            | Lourdes                   | Un capítol  |

### Curtmetratges
| Any  | Títol                                     | Notes                     |
| ---- | ----------------------------------------- | ------------------------- |
| 1994 | Carranze                                  | De José García Hernández  |
| 1995 | Hábitos                                   | De Juan Flahn             |
| 1997 | Completo comfort                          | De Juan Flahn             |
| 1997 | Todo, todo, todo, todo                    | De Juan Flahn             |
| 1998 | El pez                                    | De Miguel Ortiz           |
| 2004 | Si es usted una mujer maltratada marque 1 | De Yolanda García Serrano |